# Seymour Hicks
Seymour Hicks (30 de enero de 1871–6 de abril de 1949) fue un actor, cantante de music hall, dramaturgo, guionista, director y productor teatral británico. Se casó con la actriz Ellaline Terriss en 1893. Hicks fue el primer actor británico en actuar en Francia durante la Primera Guerra Mundial y la Segunda Guerra Mundial, y recibió la Croix de Guerre en dos ocasiones, gracias a sus servicios. Hicks fue nombrado caballero en 1935.

## Biografía
Hicks nació en Saint Helier, en la isla de Jersey. A los nueve años actuó como Little Buttercup en la obra de  Gilbert and Sullivan H.M.S. Pinafore, en su escuela en Bath. Tras ello, tomó la decisión de hacerse actor.

## Inicios
Hicks actuó profesionalmente por primera vez en el teatro a los dieciséis años en una producción de In the Ranks. En 1889 se unió a la compañía teatral de Madge Kendal para hacer una gira americana con un repertorio de obras contemporáneas. Hicks trabajó en el primer espectáculo de revista nunca representado en Londres, Under the Clock (1893). Tras ello actuó en una reposición de Little Jack Sheppard en el Teatro Gaiety de Londres. Esta actuación llamó la atención del empresario George Edwardes. En 1894, Hicks se unió a su mujer en la exitosa pantomima Cenicienta, producida por Henry Irving con música de Oscar Barrett. 
Edwardes dio a Hicks la oportunidad de brillar en su siguiente espectáculo, The Shop Girl (1894), el cual fue un éxito. La mujer de Hicks se unió posteriormente a la obra interpretando el papel principal, y juntos consiguieron que el musical tuviera un éxito aún mayor. Repitieron la producción en Broadway y viajaron por América en 1895, donde hicieron amistad con el novelista Richard Harding Davis. A instancias de W. S. Gilbert, Hicks escribió un drama llamado One of the Best, vehículo para el talento de su suegro, William Terriss, que interpretó en el Teatro Adelphi, y que se basaba en el célebre caso Dreyfus. El matrimonio Hicks volvió a Europa en diciembre de 1895.
Otro de los primeros éxitos de la pareja fue The Circus Girl (1896). Posteriormente Hicks fue coautor de The Yashmak y de unos de los montajes de mayor éxito del Teatro Gaiety, A Runaway Girl (1898), en el cual Terriss interpretaba el papel principal. La siguiente obra fue With Flying Colours (1899). También en 1899, Hicks actuó en A Court Scandal, una comedia adaptada por Aubrey Boucicault y Osmond Shillingford a partir de "Les Premiéres Armes de Richelieu".(www.lafayette.150m.com/hic1918.html)

## Los años Frohman
Los Hicks se unieron al productor Charles Frohman y, en su compañía, durante un período de siete años actuaron en una serie de musicales escritos por Hicks, incluyendo Bluebell in Fairyland (1901 con música de Charles H. Taylor) y The Cherry Girl (1902). Hicks y Terriss también actuaron en Quality Street en 1902. En esa época se trasladaron a su nuevo hogar, The Old Forge, en Merstham, Surrey. 
Hicks también escribió los celebrados The Earl and the Girl (1903) y The Catch of the Season (1904). Terriss estaba entonces embarazada de su primera hija, por lo que su personaje en este espectáculo fue, inicialmente, para Zena Dare, aunque Terriss pronto asumió el papel. Hicks escribió, y Frohman produjo, The Talk of the Town (1905), The Beauty of Bath (1906, el espectáculo incluía letra y músicas adicionales de P. G. Wodehouse y Jerome Kern), My Darling (1907), y The Gay Gordons (1907). Hicks invirtió parte de la fortuna que ganó con estas obras en la construcción de los Teatros Aldwych en 1905 y Hicks en 1906 (renombrado este último Teatro Globe en 1909 y Teatro Gielgud en 1994), siendo la primera obra representada en el mismo The Beauty of Bath.

## Últimos trabajos teatrales
En The Dashing Little Duke (1909; con C. Hayden Coffin, Courtice Pounds y Louie Pounds), producida por Hicks en el Teatro Hicks, y que tuvo un éxito menor, la mujer de Hicks interpretaba el papel principal.  Cuando ella falló en varias representaciones a causa de una enfermedad, Hicks la sustituyó en el papel — posiblemente el único caso en la historia de un musical en que un marido reemplaza a la esposa. Hicks escribió y protagonizó después Captain Kidd (1910), una versión de la comedia americana. Hicks actuó en su primera obra de Shakespeare ese año, Ricardo III. Al año siguiente fue de gira por Sudáfrica. Tras el inicio de la Primera Guerra Mundial, Hicks fue el primer actor británico en hacer una gira por Francia (con Terriss), dando conciertos a tropas británicas en el frente. Debido a ello, fue recompensado con la Croix de Guerre francesa.
The Dictator, adaptada por Hicks, fue un fracaso, y marcó el final de la era de supremacía de la pareja Hicks/Terriss en el teatro musical londinense posterior a La viuda alegre. Hicks y Terriss se concentraron en papeles en comedias y en giras de music hall, incluyendo Pebbles on the Beach (1912). Su único retorno a la comedia musical, Cash on Delivery (1917), confirmó la preferencia del público por las revistas y por el music hall. Hicks siguió escribiendo comedias ligeras y escapistas, tales como The Happy Day (1916), Sleeping Partners (1917) y, tras la guerra, farsas satíricas, tales como Good Luck y Head Over Heels (1923), así como adaptaciones de farsas francesas (The Man in Dress Clothes).

## Carrera cinemaográfica, Scrooge y últimos años
Hicks actuó en algunos títulos mudos: Scrooge en 1913, A Prehistoric Love Story en 1915. Decidió en 1923 producir sus propias películas. Su primer film, que protagonizaba, fue Always Tell Your Wife, basado en una de sus obras. Mientras rodaba este título, Hicks despidió al director y contrató a un joven y desconocido director para que hiciese su debut: Alfred Hitchcock. Hicks dirigió Sleeping Partners (1930) y Glamour (1931). Además de ello, más de una docena de películas fueron hechas a partir de sus obras de teatro o de sus guiones, y protagonizó cerca de veinte filmes, muchos de ellos con su mujer. 
En 1931 fue recompensado con la Legión de Honor por su promoción del drama francés en la escena inglesa. En 1934, asumió la dirección del Teatro Daly de Londres, donde produjo y actuó en una serie de obras de éxito que incluían Vintage Wine, adaptación realizada por él mismo y por Ashley Dukes. 
El papel más famoso de Hicks fue el de Ebenezer Scrooge en la obra de Charles Dickens Cuento de Navidad. La primera vez que interpretó el papel fue en 1901, repitiendo su personaje miles de veces en la escena, y en dos ocasiones para el cine: en el film mudo de 1913 y en la película de 1935 Scrooge, producida en Inglaterra. En 1926, Pathé Pictures estrenó la versión de 1913 en Estados Unidos bajo el título Old Scrooge. La película de 1935 fue la primera versión de la narración con sonido y en formato de larga duración. El film fue alabado por su vívida atmósfera, aunque la mayoría de los fantasmas no se veían en la pantalla, exceptuando el Fantasma de las Navidades Presentes (Oscar Asche). Donald Calthrop interpretaba a Bob Cratchit, y Maurice Evans era uno de los deudores de Scrooge.
Entre sus otras actuaciones cinematográficas, destacan el título de 1939 The Lambeth Walk, film basado en el musical Me and My Girl, y Busman's Honeymoon. Hicks escribió guiones hasta 1941 (Kisses for Breakfast). Cuando se inició la Segunda Guerra Mundial, actuó como maestro de ceremonias en el primer concierto dado en Francia por la recién formada ENSA (Entertainment National Service Association). Por esta acción, Hicks fue recompensado con una segunda Croix de Guerre.
Siguió actuando en el teatro y en el cine hasta un año antes de su muerte en Hampshire, Inglaterra, a los 78 años de edad.